# داش‌کوپری
داش‌کوپری (به لاتین: Daşköpri) یک منطقهٔ مسکونی در ترکمنستان است که در استان مرو واقع شده‌است. داش‌کوپری ۳۲۳ متر بالاتر از سطح دریا واقع شده‌است.